# National School of Drama

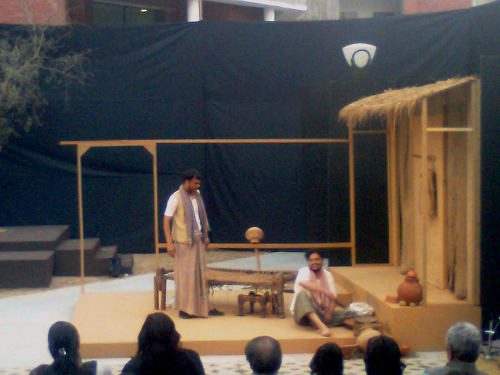
NSD in Anugoonj 2011

Die National School of Drama (kurz: NSD) (Hindi राष्ट्रीय नाट्य विद्यालय) ist eine staatliche Theaterschule in Neu-Delhi (Indien). 
Gegründet wurde sie 1959 als Abteilung der Sangeet Natak Akademi, wurde aber 1975 eine eigenständige Organisation und wird finanziell durch das Ministerium der Kultur vom Staat unterstützt. Zur Ausbildung gehört, das jeder einzelne Student ein eigenes Theaterstück schreiben darf, dass dann öffentlich auf der Bühne vorgeführt wird. An diesem Theater werden nicht nur typisch indische Dramen aufgeführt, sondern auch moderne asiatische und westliche Stücke präsentiert.

## Direktor der National School of Drama
- Satu Sen (1959–61)
- Ebrahim Alkazi (1962–77)
- B. V. Karanth (1977–82)
- B. M. Shah (1982–84)
- Mohan Maharishi (1984–86)
- Ratan Thiyam (1987–88)
- Kirti Jain (1988–95)
- Ram Gopal Bajaj (1995–September 2001)
- Devendra Raj Ankur (2001–Juli 2007)
- Anuradha Kapur (Juli 2007–Juli 2013)
- Waman Kendre (August 2013–)